# پرتقال
پُرتِقال (در انگلیسی: Orange) میوه‌ای از گونه‌های مختلف مرکبات از خانواده سُدابیان است. نام علمی گونه رایج آن Citrus × sinensis است، که به آن پرتقال شیرین نیز می‌گویند، تا آن را از Citrus × aurantium که در فارسی نارنج گفته می‌شود، متمایز کنند. پرتقال شیرین به صورت غیرجنسی تولید مثل می‌کند. گونه‌های مختلفی از پرتقال شیرین از طریق جهش به وجود می‌آیند.
پرتقال یک گیاه دورگه یا پیوندی بین دارابی (Citrus maxima) و ماندارین (Citrus reticulata) است. ژنوم کلروپلاست، و در نتیجه خط مادری آن، ژنوم دارابی است. امروزه ژنوم کامل پرتقال شیرین تعیین توالی شده است.
پرتقال در منطقه‌ای شامل جنوب چین، شمال شرقی هند، و میانمار سرچشمه گرفته است، و نخستین اشاره به پرتقال شیرین در ادبیات چینی در سال ۳۱۴ قبل از میلاد بوده است. در سال ۱۹۸۷، درختان پرتقال به عنوان کاشت شده‌ترین درخت میوه در جهان شناخته شدند. درختان پرتقال به دلیل داشتن میوه شیرین به‌طور گسترده در آب و هوای گرمسیری و نیمه گرمسیری رشد می‌کنند. میوه درخت پرتقال را می‌توان به صورت تازه مصرف کرد یا برای آب یا پوست معطر آن فرآوری کرد.

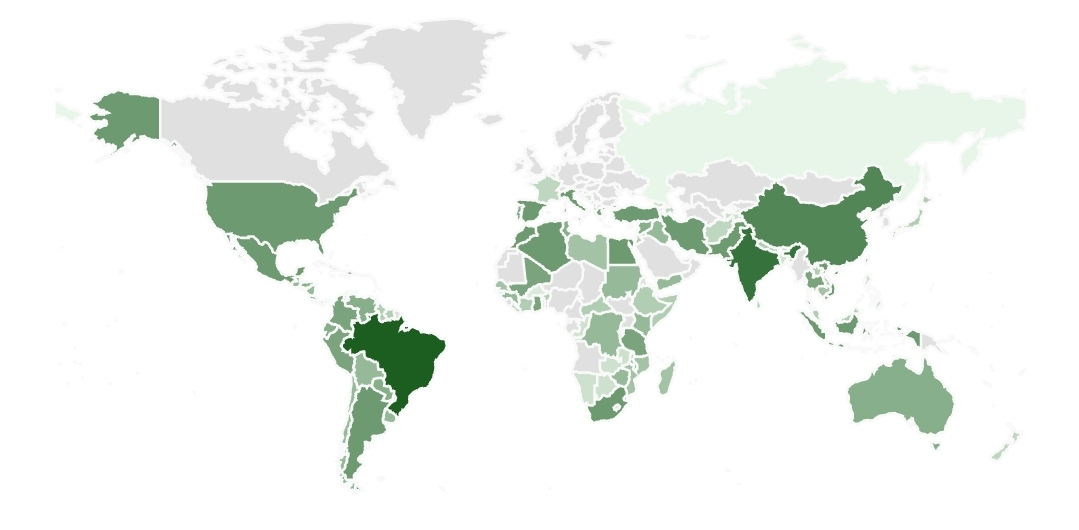
نقشه جهانی تولید پرتقال در سال ۲۰۲۴.

در سال ۲۰۲۴، ۷۶,۴۱۰,۰۳۷ میلیون تن پرتقال در سراسر جهان کشت شد که برزیل ۱۶.۹ میلیون تن از کل را تولید کرد و پس از آن هند و چین در رده‌های بعدی قرار گرفتند.

## پرتقال شیرین

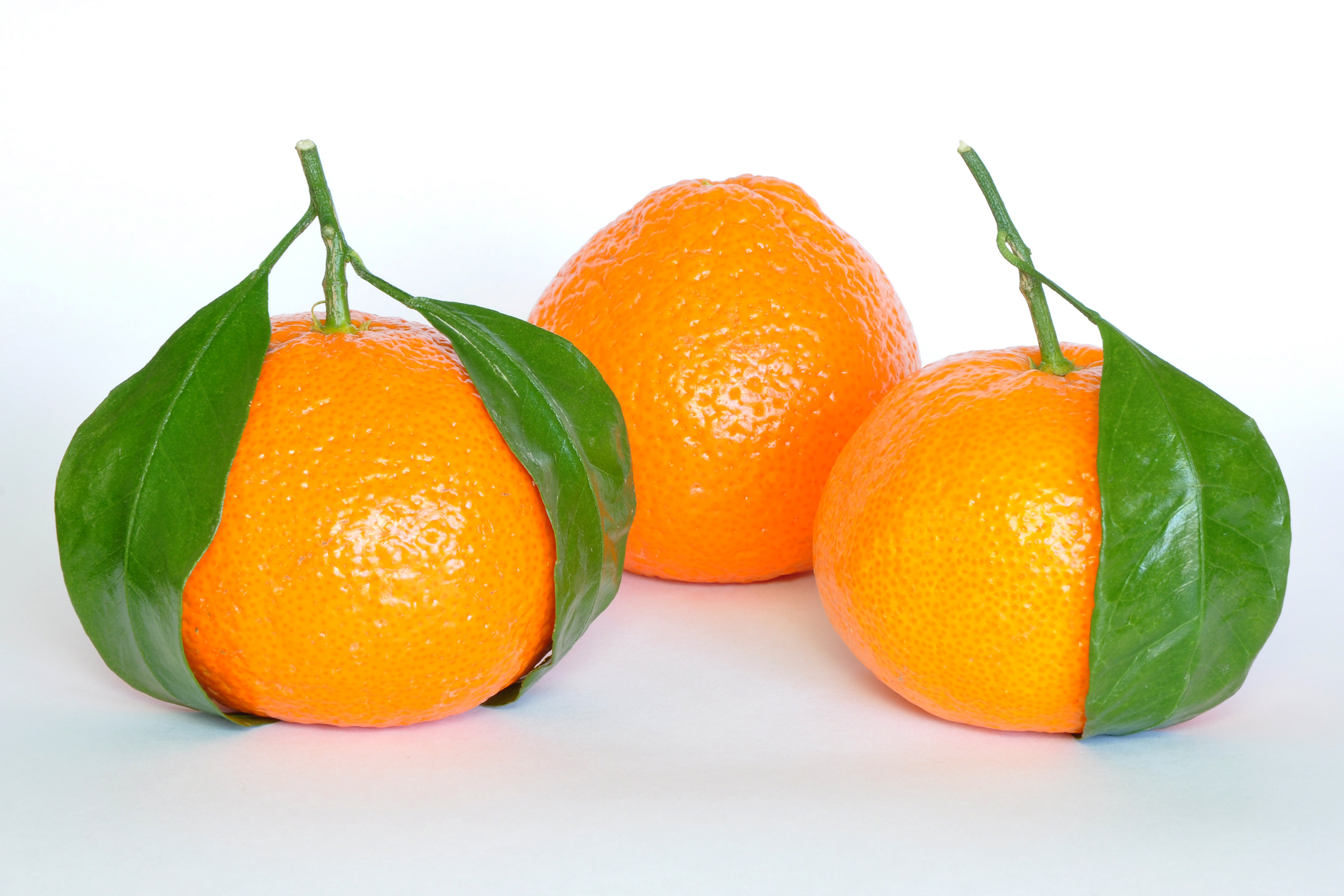
پرتقال ماندارین.

پرتقال شیرین یک میوه وحشی نیست، و از پیوند بین پرتقال ماندارین غیرخالص و دارابی پیوندی شکل گرفته است که دارای جزء زیادی از پرتقال ماندارین است. از آنجایی که دی‌ان‌ای کلروپلاست آن متعلق به دارابی است، احتمالاً این دارابی پیوندی، والد مادری نخستین پرتقال بوده است. بر اساس تجزیه و تحلیل ژنومی، نسبت نسبی گونه‌های اجدادی در پرتقال شیرین تقریباً ۴۲٪ دارابی و ۵۸٪ پرتقال ماندارین است. همه گونه‌های پرتقال شیرین از این ترکیب نمونه اولیه منشأ می‌گیرند، تنها با جهش‌هایی که در طی تکثیر کشاورزی انتخاب شده‌اند، متفاوت هستند. پرتقال شیرین منشأ متمایزی از پرتقال تلخ دارد که به‌طور مستقل، شاید در طبیعت، از ترکیب بین والدین ماندارین خالص و دارابی به وجود آمده است.

## انواع

### پرتقال معمولی
پرتقال‌های معمولی حدود دو سوم از کل تولید پرتقال را تشکیل می‌دهند، بیشتر این محصول برای آب میوه‌گیری استفاده می‌شود.

### پرتقال والنسیا
پرتقال والنسیا یک میوه اواخر فصلی است. توماس ریورز، یک باغبان انگلیسی، این گونه را از جزایر آزور وارد آمریکا کرد و در سال ۱۸۶۵ آن را با نام Excelsior فهرست‌بندی کرد.

### پرتقال هاملین
این رقم توسط A. G. Hamlin در نزدیکی Glenwood، فلوریدا، در سال ۱۸۷۹ کشف شد. میوه آن کوچک، صاف، و آبدار بوده، به ویژه در میوه‌هایی که از پایه لیمو به عمل می‌آیند، دارای رنگ زرد کم رنگ هستند. میوه ممکن است بدون دانه یا حاوی تعدادی دانه کوچک باشد. این درخت پرمحصول و مقاوم به سرما بوده و میوه مرغوبی تولید می‌کند که از مهر تا آذرماه برداشت می‌شود. در آب و هوای نیمه گرمسیری مرطوب رشد می‌کند. در مناطق سردتر و خشک‌تر، درختان میوه‌های خوراکی تولید می‌کنند، اما برای استفاده تجاری بسیار کوچک هستند.

### پرتقال نافی (تامسون)
پرتقال نافی با رشد میوه دوم، در راس میوه آن قابل شناسایی است که کمی بیرون زده و شبیه ناف انسان است. این نوع پرتقال دارای پوستی ضخیم بوده که به کندن راحت آن کمک می‌کند. این گونه آب کمتری داشته و به علت غلظت بالای لیمونین و سایر لیمونوئیدها کمی تلخ است و به همین دلیل برای آب میوه چندان مناسب نیست. توزیع گسترده و دوره برداشت طولانی آنها باعث شده است که پرتقال نافی بسیار محبوب شود. پرتقال تامسون گونه‌ای از پرتقال نافی واشینگتن است.
امروزه تکثیر پرتقال نافی از طریق قلمه زدن و پیوند زدن ادامه دارد. این روش‌های معمول اصلاح انتخابی را امکان‌پذیر نمی‌سازد، و بنابراین همه پرتقال‌های نافی را می‌توان میوه‌ای از آن درخت منفرد و تقریباً ۲۰۰ ساله در نظر گرفت. آنها دقیقاً ساختار ژنتیکی مشابه درخت اصلی دارند و کلون هستند. این مورد شبیه موز زرد معمولی بدون دانه، کاوندیش، یا سیب سبز گرنی اسمیت است. با این حال، در موارد نادر، جهش‌های بیشتر می‌تواند منجر به شکل‌گیری انواع جدید شود.

### پرتقال خونی

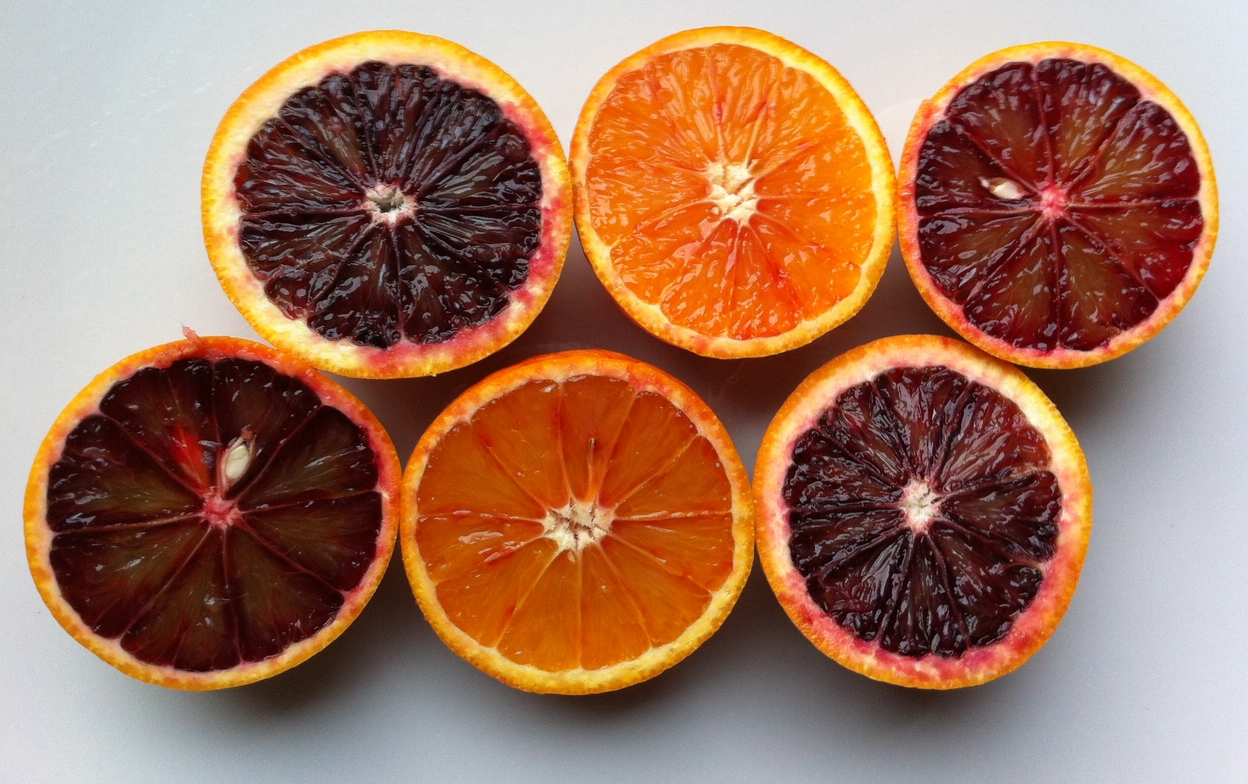
پرتقال خونی

پرتقال خونی یک جهش طبیعی از گونه C. sinensis است، اگرچه امروزه اکثریت آنها دورگه هستند. غلظت بالای آنتوسیانین به پوست، گوشت و آب میوه رنگ قرمز تیره می‌دهد. پرتقال خونی برای نخستین بار در سده پانزدهم در سیسیل کشف و کشت شد. از آن زمان آنها در سراسر جهان گسترش یافته‌اند، اما به ویژه در اسپانیا و ایتالیا به ترتیب با نام‌های سانگوئینا و سانگوئینلا کشت می‌شوند.
پرتقال خونی، با رنگ و طعم متمایزش، به‌طور کلی به عنوان یک آب میوه در نظر گرفته می‌شود، و به عنوان یک تنوع ماده در مارمالاد سنتی سویل جایگاه خوبی پیدا کرده است.

### پرتقال‌های دو رگه
پرتقال‌های شیرین همچنین باعث ایجاد طیف وسیعی از میوه‌های دو رگه یا پیوندی شده است، از جمله گریپ فروت که از بک کراس پرتقال شیرین و دارابی به وجود آمده است.

## کشت

### آب و هوا
مانند بیشتر مرکبات، پرتقال در دمای متوسط، بین ۱۵٫۵ تا ۲۹ درجه سانتیگراد خوب رشد می‌کند و به مقدار قابل توجهی آفتاب و آب نیاز دارد. گفته شده است که استفاده زیاد از منابع آبی جهت کشت مرکبات در خاورمیانه عاملی مؤثر در خشک شدن منطقه بوده است. یکی دیگر از عناصر مهم در رشد کامل میوه، تغییرات دمایی بین تابستان و زمستان و بین روز و شب است. در آب و هوای سردتر، پرتقال را می‌توان در داخل گلخانه پرورش داد.

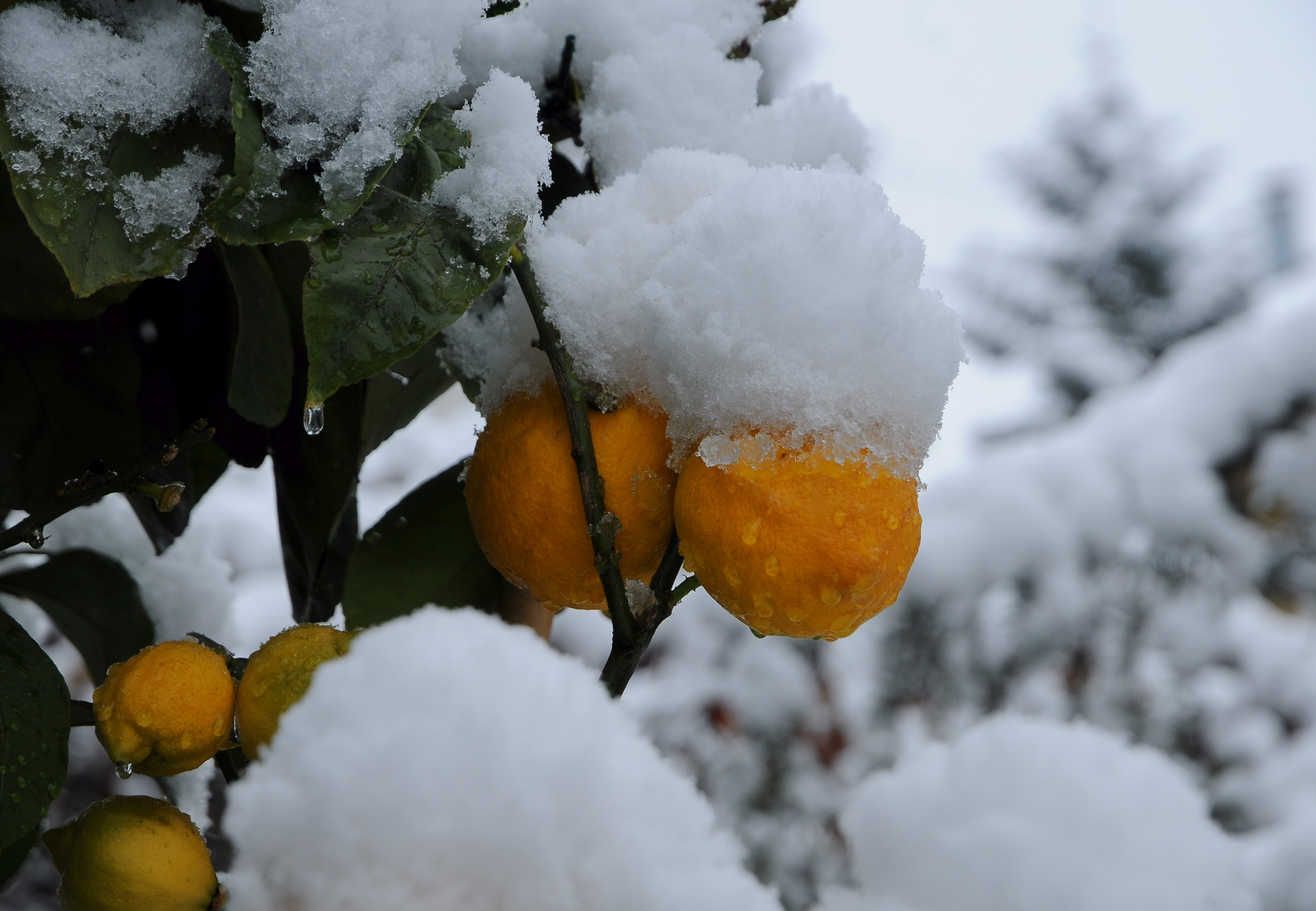
درخت پرتقال پوشیده و آسیب دیده از برف

از آنجایی که پرتقال به یخ زدگی حساس است، روش‌های مختلفی برای جلوگیری از آسیب سرمازدگی به محصولات و درختان در هنگام یخبندانِ زیر صفر وجود دارد. یک روش متداول این است که، درختان را با آب اسپری می‌کنند تا آنها را با لایه نازکی از یخ بپوشانند تا سطح میوه دقیقاً در نقطه انجماد باقی بماند و حتی اگر دمای هوا به مراتب کمتر شود آنها را عایق می‌کند. با این حال، این عمل فقط برای مدت بسیار کوتاهی میوه‌ها را محافظت می‌کند.

### تکثیر

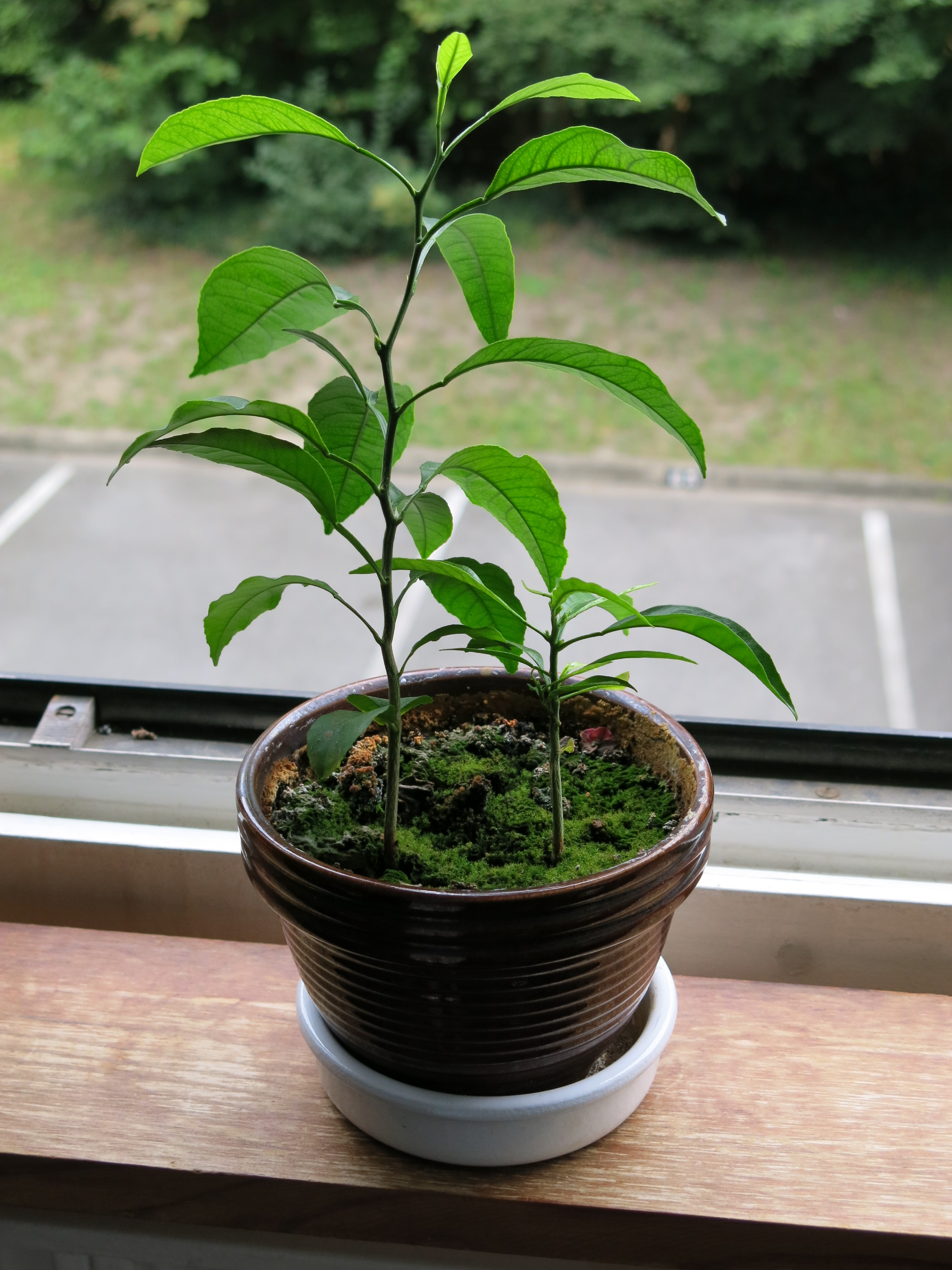
نهال پرتقال. اگرچه پرتقال یک میوه پیوندی است، اما معمولاً از دانه، از طریق نامیختگی مادری به وجود می‌آید.

رشد درختان پرتقال به‌طور مستقیم از دانه‌ها امکان‌پذیر است، اما ممکن است نابارور باشند یا میوه‌هایی تولید کنند که ممکن است با والد خود متفاوت باشند. برای اینکه بذر پرتقال تجاری رشد کند، باید همیشه مرطوب نگه داشته شود. یک روش این است که بذرها را بین دو ورقه حوله کاغذی مرطوب قرار دهید تا زمانی که جوانه بزنند و سپس آنها را بکارید، اگرچه بسیاری از پرورش دهندگان فقط بذرها را مستقیماً در خاک قرار می‌دهند.
درختان پرتقال که به صورت تجاری رشد می‌تا از عملکرد یکسان، ویژگی‌های میوه یکسان و مقاومت در برابر بیماری‌ها در طول سال‌ها اطمینان حاصل شود. تکثیر شامل دو مرحله است: اول اینکه یک پایه از بذر رشد می‌کند. سپس وقتی تقریباً یک ساله شد، قسمت بالای برگ آن جدا می‌شود و جوانه‌ای که از گونه خاصی از پیوند گرفته شده است، به پوست آن پیوند زده می‌شود. پیوند است که تنوع پرتقال را تعیین می‌کند، در حالی که پایه باعث می‌شود درخت در برابر آفات و بیماری‌ها مقاوم باشد و با خاک، شرایط آب و هوایی خاص سازگار باشد؛ بنابراین پایه‌ها بر سرعت رشد تأثیر می‌گذارند و بر عملکرد و کیفیت میوه تأثیر می‌گذارند.
پایه‌ها باید با انواعی که در آنها قرار داده شده سازگار باشد زیرا در غیر این صورت درخت ممکن است افت کند، تولید کمتری داشته باشد یا خشک شود.
از جمله چندین مزیت پیوند این است که درختان به‌طور یکنواخت بالغ می‌شوند و زودتر از درختان تولید مثل شده توسط بذر شروع به میوه دادن می‌کنند (۳ تا ۴ سال در مقایسه با ۶ تا ۷ سال)، و این که ترکیب بهترین ویژگی‌ها از یک پیوندک با پیوندک‌های یک پایه را ممکن می‌کند.

### برداشت
به‌طور معمول، پرتقال‌ها زمانی چیده می‌شوند که رنگ آنها نارنجی کم رنگ شوند. دروگرهای مکانیکی به‌طور فزاینده‌ای در فلوریدا برای برداشت پرتقال استفاده می‌شود. دستگاه‌های لرزاننده فعلی از یک سری بند به طول شش تا هفت فوت برای تکان دادن تاج درخت با یک ضربه و فرکانس نسبتاً ثابت استفاده می‌کنند.

### سبززدایی یا عمل‌آوری
پرتقال هنگام برداشت باید رسیده باشد. با این حال پرتقال‌های رسیده اغلب دارای پوستی با رنگ سبز یا زرد-سبز هستند. از گاز اتیلن برای تبدیل پوست سبز به نارنجی استفاده می‌شود. این فرایند به عنوان «سبز زدایی» شناخته می‌شود که به آن «گاز زدن»، یا «عمل‌آوری» نیز گفته می‌شود. پرتقال میوه‌ای غیر فرازگرا است و نمی‌توان آن را پس از برداشت توسط گاز اتیلن از داخل رساند، اگرچه از بیرون سبززدایی می‌شوند.

### ذخیره‌سازی
از نظر تجاری، پرتقال را می‌توان تا دوازده هفته پس از برداشت در یخچال در اتاق‌هایی با جوی کنترل‌شده نگهداری کرد. عمر انبارداری در نهایت به رقم، بلوغ، شرایط قبل از برداشت و جابجایی بستگی دارد. با این حال، در فروشگاه‌ها و بازارها، پرتقال‌ها باید در قفسه‌های غیر یخچالی به نمایش گذاشته شوند.
در خانه، پرتقال حدود یک ماه ماندگاری دارد.

### پرتقال در آشپزی
سال ۲۰۱۵ کیک پرتقال به عنوان سرشناس‌ترین کیک تهیه شده در دنیای وب شناخته شد که از این نظر رکورد دار در همان سال در میان شیرینی‌های خانگی بوده است. مربای پوست پرتقال یکی از پرطرفدارترین مرباهایی می باشد که با پوست میوه تهیه می شود. همچنین خلال پوست پرتقال را خشک میکنند و در غذاهای مختلف به عنوان طعم دهنده استفاده می کنند.

## بزرگ‌ترین تولیدکنندگان پرتقال در جهان
برزیل با ۲۱ درصد، هند با ۱۳٫۶ درصد و چین با ۱۰٫۲ درصد بزرگ‌ترین تولیدکنندگان پرتقال به‌شمار می‌آیند.
| تولیدکنندگان بیش‌ترین پرتقال — ۲۰۲۱ (میلیون تُن) | تولیدکنندگان بیش‌ترین پرتقال — ۲۰۲۱ (میلیون تُن) |
| ---------------------------------------------- | ---------------------------------------------- |
| برزیل                                          | ۱۶٫۲۰۰٫۰۰۰                                     |
| هند                                            | ۱۰٫۳۰۰٫۰۰۰                                     |
| چین                                            | ۷٫۷۰۰٫۰۰۰                                      |
| مکزیک                                          | ۴٫۶۰۰٫۰۰۰                                      |
| ایالات متحده آمریکا                            | ۴٫۰۰۰٫۰۰۰                                      |
| اسپانیا                                        | ۳٫۶۰۰٫۰۰۰                                      |
| مصر                                            | ۳٫۰۰۰٫۰۰۰                                      |
| مجموع جهانی                                    | ۷۵٫۶۰۰٫۰۰۰'                                    |
| منبع: سازمان غذا و کشاورزی ملل متحد (فائو)     |                                                |

## نگارخانه

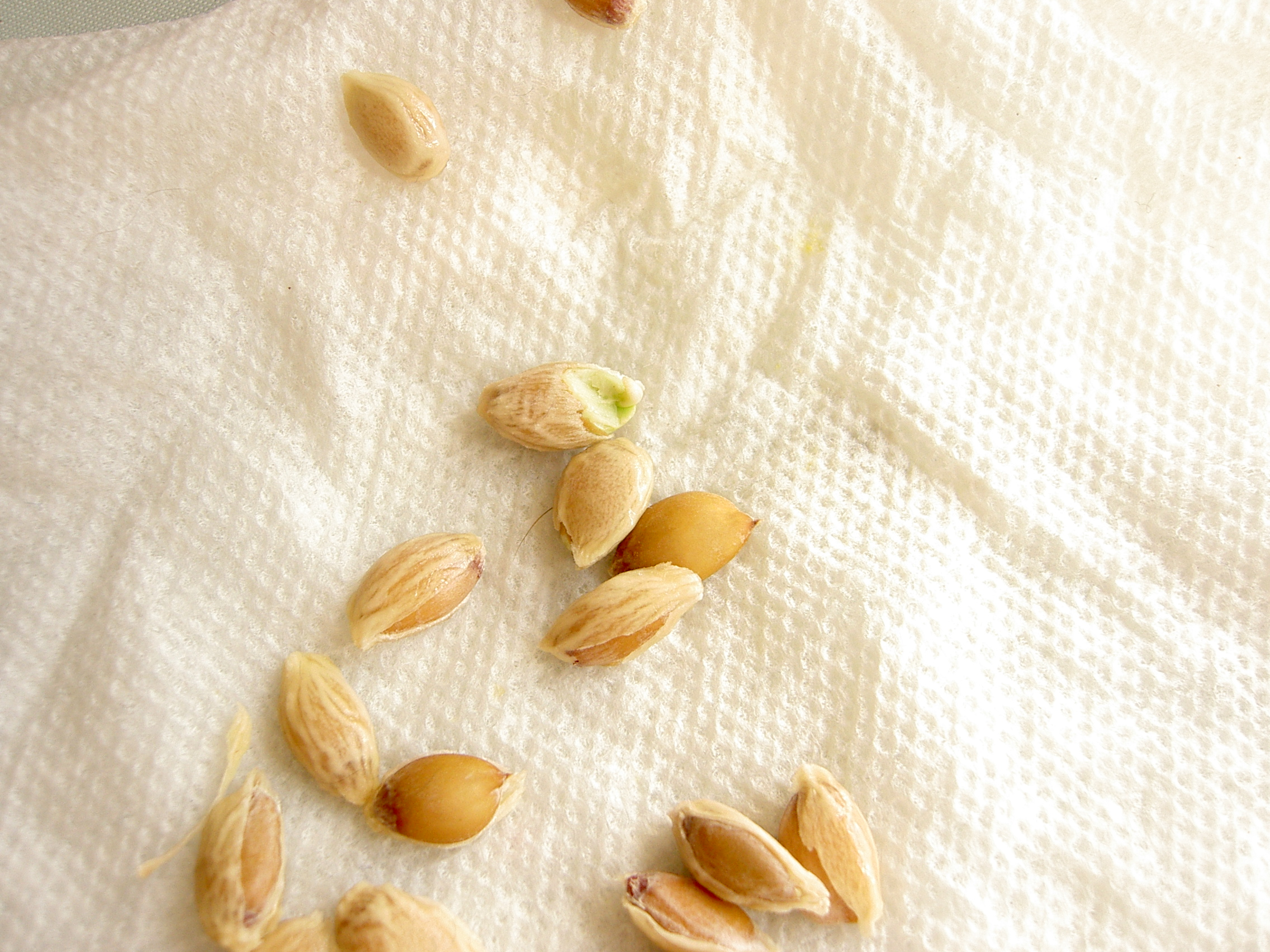
هسته‌های پرتقال.
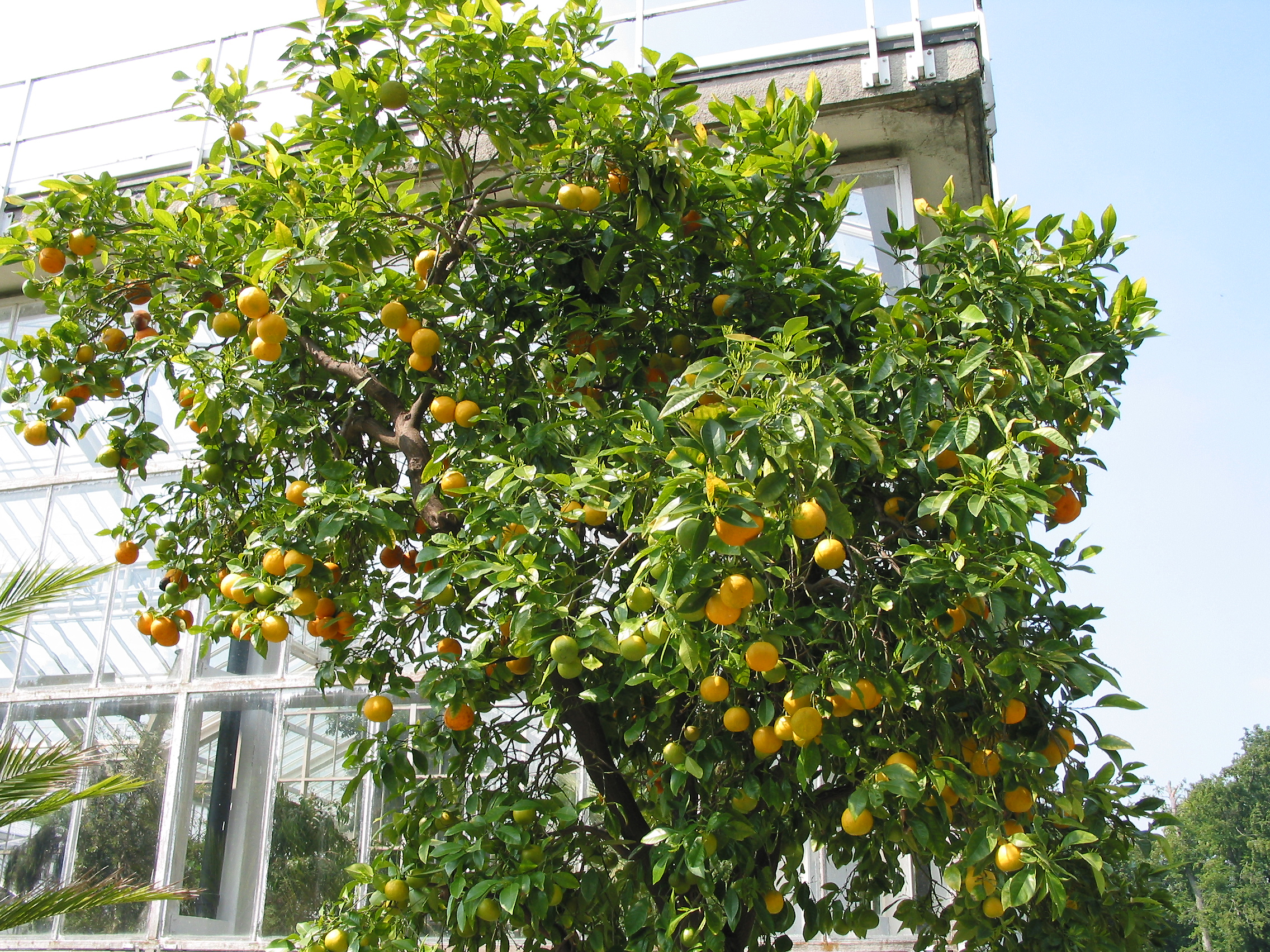
درخت پرتقال
چند پرتقال نیمه رسیده روی شاخهٔ درخت
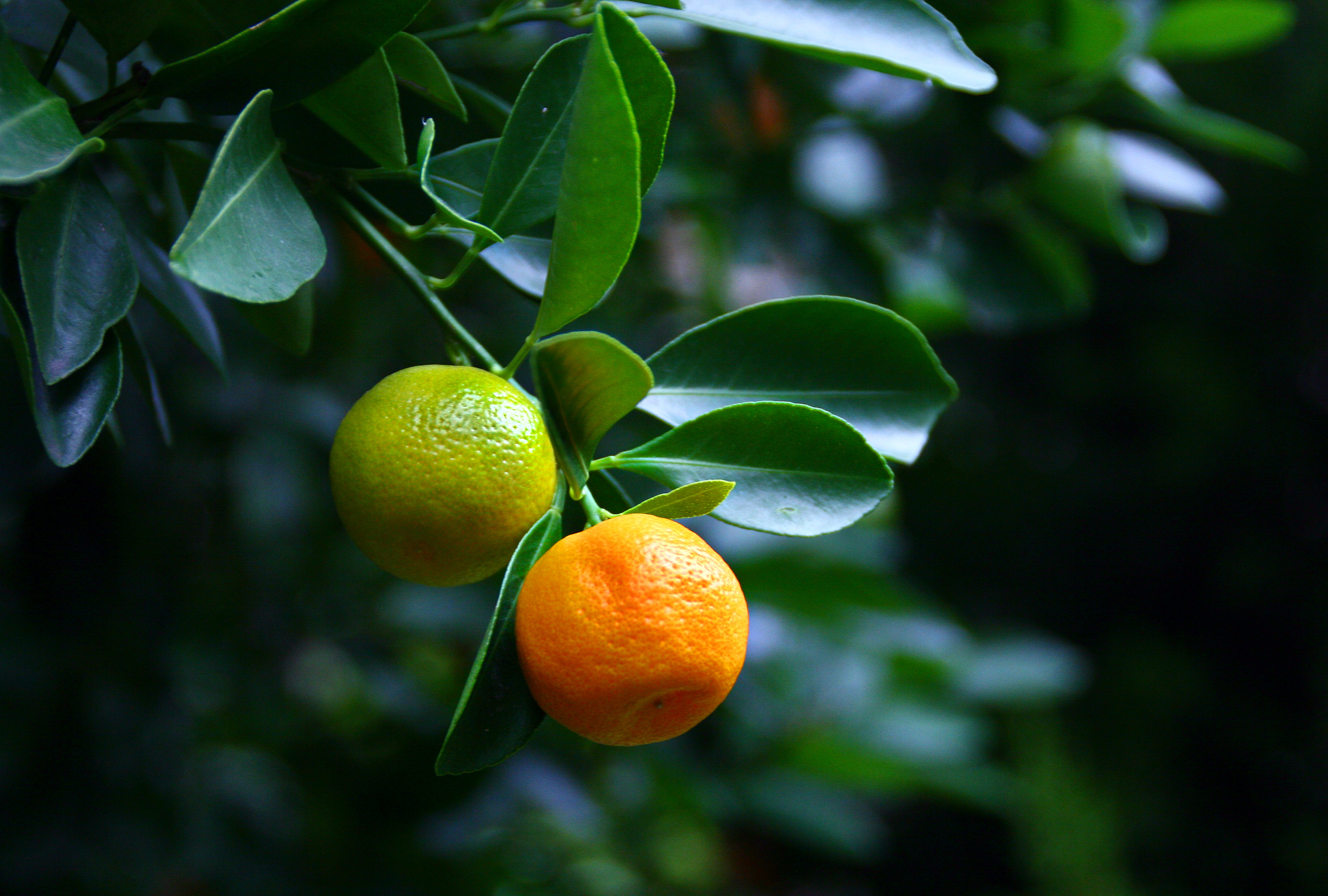
میوه پرتقال
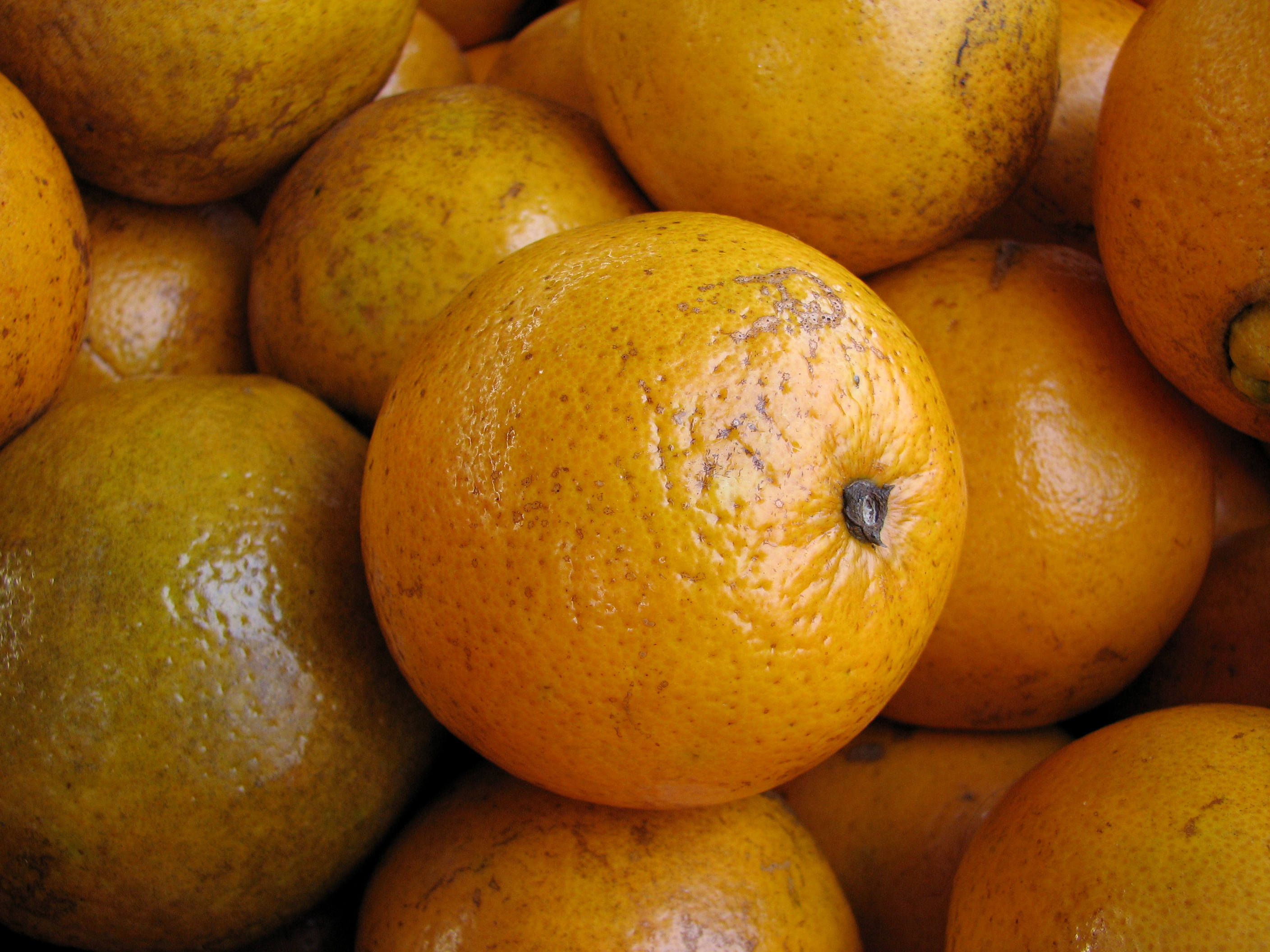
پرتقال‌های میان‌دار (Navel) رایج‌ترین گونهٔ پرتقال در خواروبارفروشی‌های آمریکاست.[نیازمند منبع]
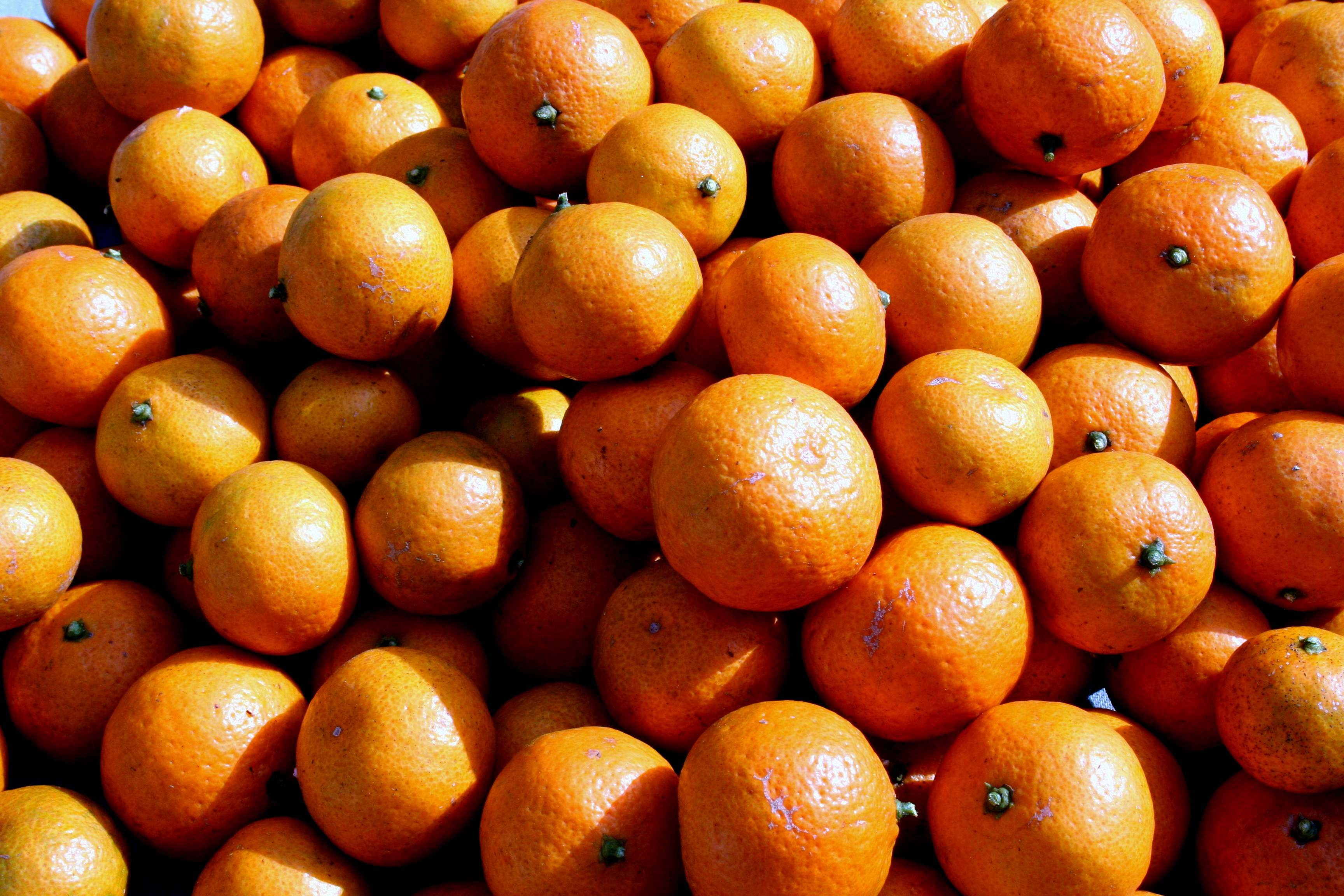
پرتقال‌های نارنگی‌شکل که در روز کریسمس ۲۰۰۷ در گینسویل، فلوریدا چیده شده‌اند.
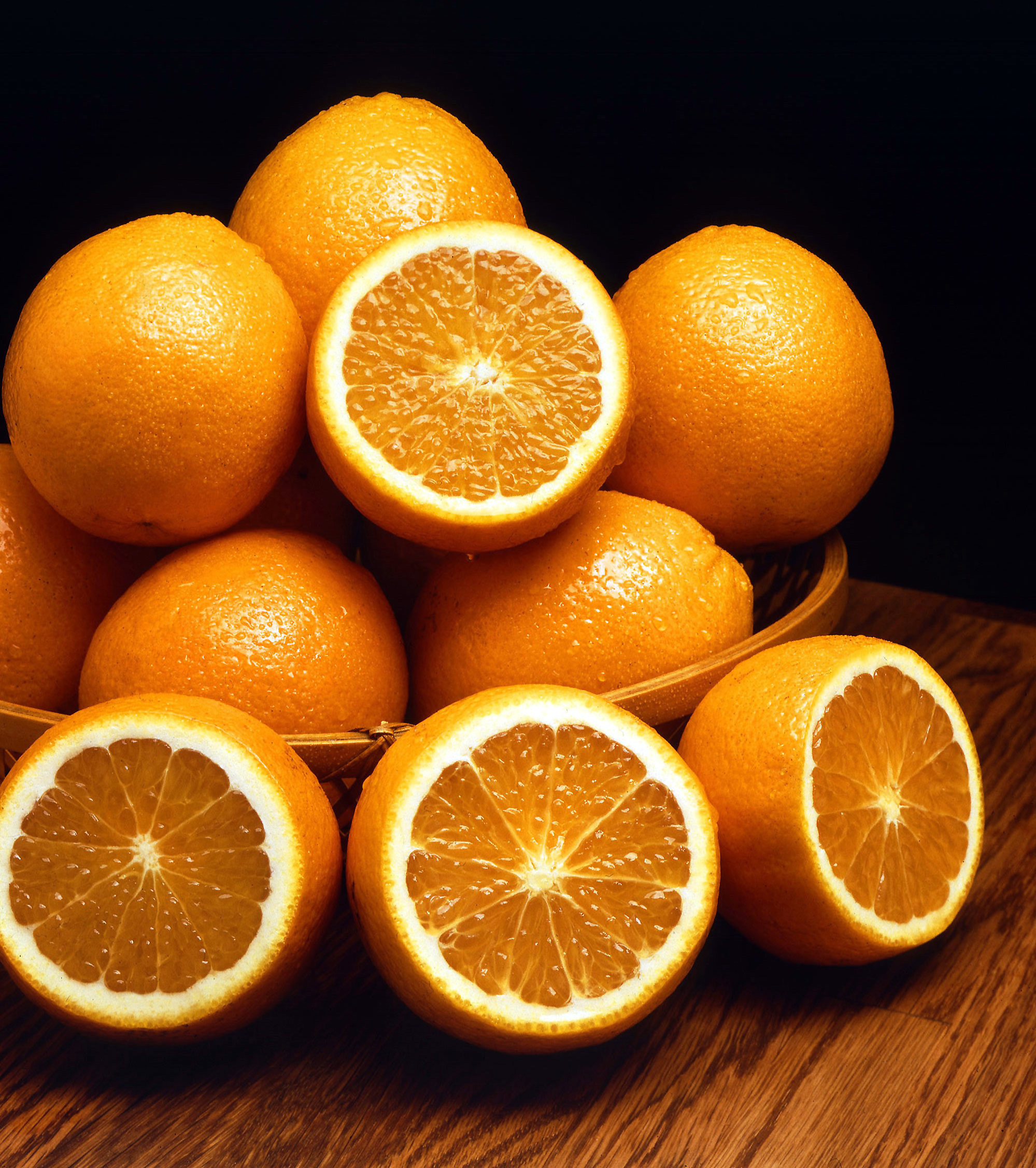
گونه‌ای پرتقال مقاوم در برابر سرما
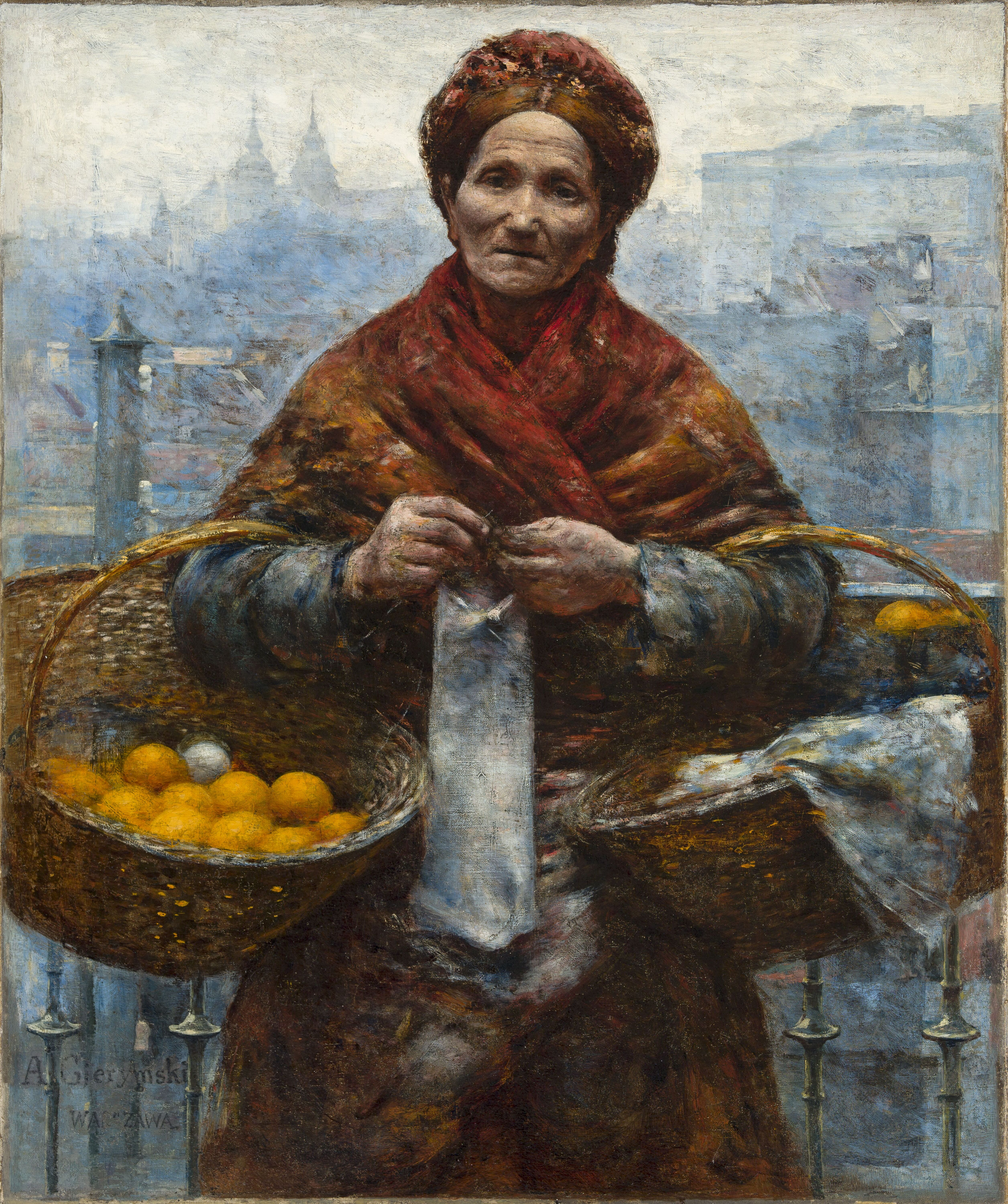
پرتقال‌فروش یهودی، اثر گیرمسکی